# ارييل غايد
ارييل غايد (بالإنجليزية: Ariel Gade)‏ ، من مواليد 1 مايو 1996 ، وهي ممثلة أمريكية ، بدأت المهنة السينمائية عام 2003م ، وشاركت بعدة أفلام ، ومنها فيلم ألين ضد المفترس: قداسة.

## وصلات خارجية
- ارييل غايد على موقع IMDb (الإنجليزية)
- ارييل غايد على موقع ألو سيني (الفرنسية)
- ارييل غايد على موقع أول موفي (الإنجليزية)
- ارييل غايد على موقع قاعدة بيانات الأفلام السويدية (السويدية)
- ارييل غايد على موقع قاعدة بيانات الفيلم (الإنجليزية)
- ارييل غايد على موقع كينوبويسك (الروسية)
- Ariel Gade's biography on filmbug